# Prelatura territorial de Infanta
La prelatura territorial de Infanta (en latín: Praelatura Territorialis Infantensis, en inglés: Roman Catholic Territorial Prelature of Infanta y en tagalo: Prelatura Teritoryal ng Infanta) es una circunscripción eclesiástica de la Iglesia católica en Filipinas. Se trata de una prelatura territorial latina, sufragánea de la arquidiócesis de Lipá. Desde el 16 de mayo de 2025 su prelado electo es Dave Dean Capucao.

## Territorio y organización
La prelatura territorial tiene 7189 km² y extiende su jurisdicción sobre los fieles católicos de rito latino residentes en la provincia de Aurora (región de Luzón Central) y en la parte septentrional de la provincia de Quezon (región de Calabarzon) en la isla de Luzón.
La sede de la prelatura territorial se encuentra en la ciudad de Infanta, en donde se halla la Catedral del Niño Jesús de Praga y San Marcos Evangelista.
En 2023 en la prelatura territorial existían 19 parroquias.

## Historia
La prelatura territorial fue erigida el 25 de abril de 1950 mediante la bula Precibus annuentes del papa Pío XII, obteniendo el territorio de la diócesis de Lipá (hoy arquidiócesis). Originalmente era sufragánea de la arquidiócesis de Manila.
El 31 de enero de 1970 cedió una parte de su territorio para la erección de la diócesis de Ilagan mediante la bula Quia urget Christi del papa Pablo VI.
El 20 de junio de 1972 pasó a formar parte de la provincia eclesiástica de la arquidiócesis de Lipá.

## Estadísticas
Según el Anuario Pontificio 2024 la prelatura territorial tenía a fines de 2023 un total de 373 000 fieles bautizados.
| Año                                                                             | Población            | Población | Población      | Sacerdotes | Sacerdotes    | Sacerdotes    | Bautizados por sacerdote | Diáconos permanentes | Religiosos | Religiosos | Parroquias |
| Año                                                                             | Bautizados católicos | Total     | % de católicos | Total      | Clero secular | Clero regular | Bautizados por sacerdote | Diáconos permanentes | Varones    | Mujeres    | Parroquias |
| ------------------------------------------------------------------------------- | -------------------- | --------- | -------------- | ---------- | ------------- | ------------- | ------------------------ | -------------------- | ---------- | ---------- | ---------- |
| 1950                                                                            | 40 000               | 50 000    | 80.0           | 6          | 6             |               | 6666                     |                      |            |            | 4          |
| 1970                                                                            | ?                    | 123 837   | ?              | 16         | 4             | 12            | ?                        |                      | 15         | 25         | 9          |
| 1980                                                                            | 145 000              | 172 900   | 83.9           | 15         | 12            | 3             | 9666                     |                      | 5          | 28         | 12         |
| 1990                                                                            | 233 000              | 252 000   | 92.5           | 24         | 14            | 10            | 9708                     |                      | 10         | 35         | 16         |
| 1999                                                                            | 237 431              | 278 918   | 85.1           | 36         | 29            | 7             | 6595                     | 1                    | 7          | 38         | 17         |
| 2000                                                                            | 237 431              | 278 918   | 85.1           | 36         | 29            | 7             | 6595                     | 1                    | 7          | 38         | 17         |
| 2001                                                                            | 237 431              | 278 918   | 85.1           | 36         | 29            | 7             | 6595                     | 1                    | 7          | 38         | 17         |
| 2002                                                                            | 387 660              | 430 734   | 90.0           | 37         | 28            | 9             | 10 477                   | 1                    | 9          | 31         | 18         |
| 2003                                                                            | 382 233              | 439 348   | 87.0           | 45         | 36            | 9             | 8494                     | 1                    | 9          | 75         | 19         |
| 2004                                                                            | 387 966              | 445 938   | 87.0           | 31         | 26            | 5             | 12 515                   | 1                    | 6          | 35         | 19         |
| 2013                                                                            | 450 000              | 516 000   | 87.2           | 41         | 17            | 24            | 10 975                   |                      | 79         | 53         | 18         |
| 2016                                                                            | 379 000              | 468 000   | 81.0           | 27         | 19            | 8             | 14 037                   |                      | 66         | 49         | 18         |
| 2019                                                                            | 397 680              | 491 000   | 81.0           | 28         | 18            | 10            | 14 202                   |                      | 45         | 62         | 18         |
| 2021                                                                            | 408 680              | 505 000   | 80.9           | 57         | 20            | 37            | 7169                     |                      | 65         | 58         | 18         |
| 2023                                                                            | 373 000              | 485 240   | 76.9           | 64         | 25            | 39            | 5828                     |                      | 73         | 67         | 19         |
| Fuente: Catholic-Hierarchy, que a su vez toma los datos del Anuario Pontificio. |                      |           |                |            |               |               |                          |                      |            |            |            |

## Episcopologio
- Patrick Shanley, O.C.D. † (17 de febrero de 1953-23 de junio de 1961 renunció)
  - Sede vacante (1961-1966)
- Julio Xavier Labayen, O.C.D. † (26 de julio de 1966-28 de junio de 2003 retirado)
- Rolando Joven Tria Tirona, O.C.D. (28 de junio de 2003-8 de septiembre de 2012 nombrado arzobispo de Cáceres)
  - Sede vacante (2012-2014)
- Bernardino Cruz Cortez (27 de octubre de 2014 - 16 de mayo de 2025 retirado)
- Dave Dean Capucao, desde el 16 de mayo de 2025